# Грегорі Гарольд Джонсон
Грегорі Гарольд Джонсон (англ. Gregory Harold Johnson; 12 травня 1962, Саут-Райсліп, Мидлсекс, Велика Британія) — полковник ВПС США і американський астронавт.

## Освіта
Грегорі Джонсон закінчив вищу школу Парк Хілз (англ. Park Hills High School) в Файрборн (англ. Fairborn), штат Огайо 1980 року. Грегорі Джонсон був учасником скаутського руху. У 1985 році Джонсон закінчив Академію військово-повітряних сил США (англ. United States Air Force Academy) і отримав ступінь бакалавра в області аеронавтики. Ступінь магістра ділового адміністрування Джонсон отримав у 2005 році в Університеті штату Техас, Остін.

## Кар'єра льотчика

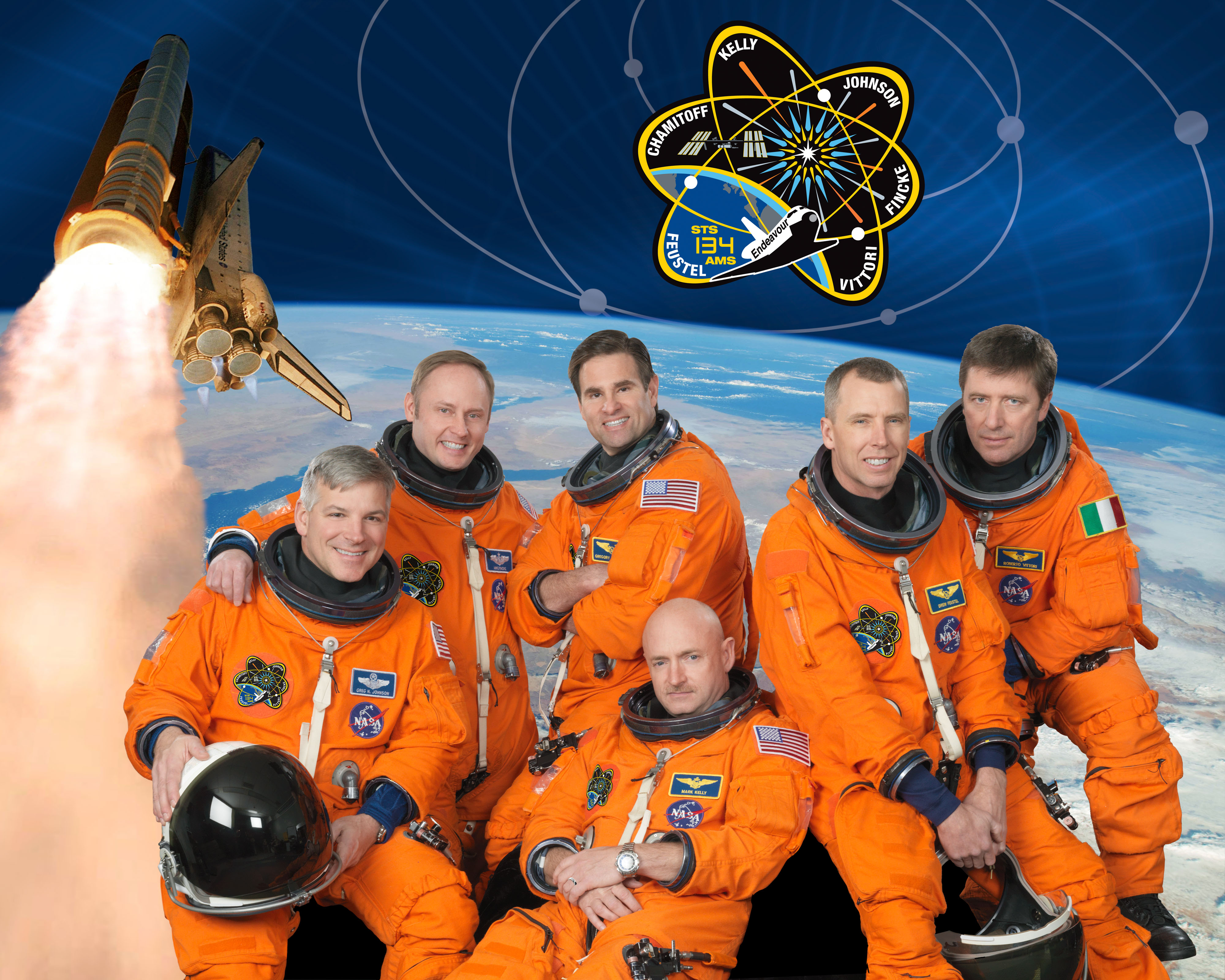
Екіпаж STS-134:Попереду командир Марк Келлі, ззаду зліва направо: Джонсон, Фінк, Шамітофф, Ф'юстел, Вітторіо

Після закінчення Академії військово-повітряних сил в 1984 році Джонсон почав службу на базі ВПС США (англ. Reese Air Force Base) у штаті Техас. Він служив пілотом-інструктором на літаках Нортроп Т-38с «Телон» до 1989 року. Потім він літав на літаках Макдоннелл-Дуглас F-15E «Страйк Ігл» і служив на базі ВПС (англ. Seymour Johnson Air Force Base) в Північній Кароліні. У 1990 році Джонсон був переведений до Саудівської Аравії. Він брав участь в операції Війна в Перській затоці. У 1993 році Джонсон почав службу льотчиком-випробувачем на військово-повітряній базі Едвардс в Каліфорнії. Він випробовував літаки F-15C / E, NF-15B і T-38A / B. У загальній складності Джонсон має понад 4000 годин нальоту на сорока типах літаків. 1 лютого 2009 Джонсон звільнився з ВПС США.

## Кар'єра астронавта
Грегорі Джонсон був відібраний в групу підготовки астронавтів у червні 1998 року. З серпня 1998 року Джонсон проходив дворічну космічну підготовку. У 2000 році він був призначений асистентом керівника польотом. Джонсон був включений в групу, яка займалася вдосконаленням обладнання кокпіта шаттла. У 2001 році Джонсон був переведений в групу підтримки польотів шатлів «Індевор» STS-100 «Індевор» STS-108. Джонсон був також в групі, яка займалася вивченням причин катастрофи шаттла «Колумбія» STS-107. У 2005 році Джонсон був включений групу підтримки розробки нового пілотованого корабля. У березні 2008 року Грегорі Джонсон здійснив космічний політ як пілота в складі екіпажу шаттла «Індевор» STS-123. Під час польоту він виконував також обов'язки оператора маніпуляторів «Канадарм». Загальний час перебування Джонсона в космосі становить 15 діб 18 годин 11 хвилин.
Джонсон був Капкомом під час польотів «Індевор» STS-126, «Діскавері» STS-119, «Атлантіс» STS-125 і «Індевор» STS-127.
У серпні 2009 року Грегорі Джонсон був призначений пілотом шатла «Індевор» STS-134. Політ «Індевора» STS-134 відбувся з 16 травня по 1 червня 2011 року.
У загальній складності, за два космічні польоти Грегорі Джонсон провів у космосі 31 добу 11 годин 49 хвилин (755 годин 49 хвилин).

## Джерело
- Офіційна біографія НАСА [Архівовано 23 листопада 2013 у Wayback Machine.](англ.)